# بوبي ستوري
بوبي ستوري (1956 - 2020)، هو سياسي في حزب شين فين أيرلندا الشمالية. وكان أيضا عضو في الجيش الجمهوري الأيرلندي (IRA) من بلفاست. حُكم عليه بالسجن لمدة تصل إلى 25 عامًا، ولكن أُطلق سراحه مبكرًا بموجب شروط اتفاقية بلفاست أو اتفاق الجمعة العظيمة. قبل إدانته بمدة 18 عامًا لامتلاكه بندقية، قضى أيضًا وقتًا في الحبس الاحتياطي لمجموعة متنوعة من التهم وقضى ما مجموعه 20 عامًا في السجن. كما لعب دورًا رئيسيًا في هروب من سجن المتاهة(بالإنجليزية). وهو أكبر كسر للسجن في تاريخ العقوبات في المملكة المتحدة.

## وفاته
تم الإعلان عن وفاة ستوري في 21 يونيو 2020، حيث وصفته رئيسة شين فين ماري لو ماكدونالد(بالإنجليزية)بأنه «جمهوري عظيم».